# Edelsitz Lindum

Links am Rand die von den Plueml errichtete Kirche Hl. Kreuz und rechts der Weiler Berg mit dem Standort des ehemaligen Edelsitz (baumgesäumter Geländevorsprung)

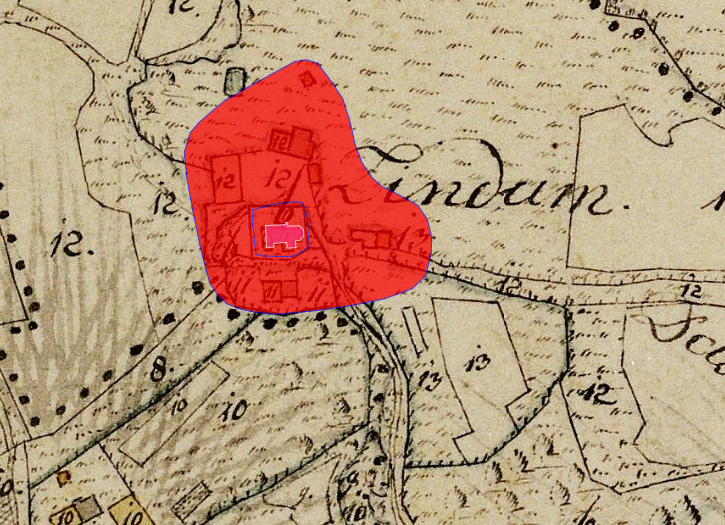
Lageplan von Edelsitz Lindum auf dem Urkataster von Bayern

Der frühere Edelsitz Lindum war ein Edelsitz in Lindum, einem Weiler in der Stadt Dorfen im oberbayerischen Landkreis Erding. Lindum gehörte zum Pfleggericht Erding des Rentamtes Landshut des Herzogtums Bayern.

## Geschichte
Der Sitz Berg bei Lindum war im Mittelalter Stammsitz der Edlen von Lappach. Lindum wurde in der Folge selbst Edelsitz, der im 15. Jahrhundert im Besitz der Plueml war. 1470 heißt es ausdrücklich, Asam Plueml habe von Fraunberg den halben Sitz Lindum zu Lehen genommen. Die andere Hälfte des Sitzes erhielt er von der Herrschaft Fraunhofen. In der Folge gab es verschiedene Besitzer Lindums. 1644 verkauften die Erben der Westacher Lindum an die Familie Hayl. 1671 wurde Wolf Christian Hayl zu Sallbach mit Lindum belehnt. Seine Enkelin brachte den Besitz 1717 in die Ehe mit Wolf Friedrich von Wolfswiesen ein. Noch 1752 wird als Inhaberin Maria Anna Magdalena Freifrau von Wolfswiesen ausgewiesen. 1756 folgte ihr Sohn Joseph Freiherr von Wolfswiesen. Durch Heirat kam Lindum 1783 an Florian von Rüdt, Pfleger von Schwarzach und später dessen Sohn. Noch 1820 wurde Lindum als Patrimonialgericht II. Klasse bestätigt. Gerichtsholde waren in Lindum, Berg und Harthofen (5 Familien). Am 14. April 1835 gab Anton von Rüdt die Patrimonialgerichtsbarkeit in Lindum auf, sie fiel an den Staat und dessen Landgericht Erding. Der Sitz war nachweislich noch 1856 im Besitz der Familie von Rüdt auf Lindum. Vom Sitz ist heute nichts mehr erhalten, die von den Plueml errichtete zugehörige Kirche Heilig Kreuz (Lindumer Kircherl) dient heute als Dorfkirche von Lindum und Berg.

## Bodendenkmal
Der abgegangene Sitz ist vom Bayerischen Landesamt für Denkmalpflege als abgegangener Weiler und Edelsitz des späten Mittelalters und der frühen Neuzeit („Lindum“) als Bodendenkmal erfasst (Aktenzeichen  D-1-7738-0034).